# نورسوندبی
نورسوندبی (به لاتین: Nørresundby) یک شهر در دانمارک است که در Aalborg Municipality واقع شده‌است. نورسوندبی ۲۳٬۵۴۶ نفر جمعیت دارد.